# Lijst van eenletterige plaatsnamen
Dit is een lijst van eenletterige plaatsnamen.

## Europa
- Å
- Å
- Ä
- Y

## Azië
- A
- U

## Noord-Amerika
- U
- Y

## Oceanië
- U